# كارول ساندرز
كارول ساندرز (بالإنجليزية: Carol Sanders)‏ هي لاعبة الجسر ‏ أمريكية، ولدت في 30 يوليو 1932، وتوفيت في 28 أغسطس 2012.